# La bacchetta magica
La bacchetta magica (По щучьему веленью) è un film del 1938 diretto da Aleksandr Arturovič Rou.